# Desierto

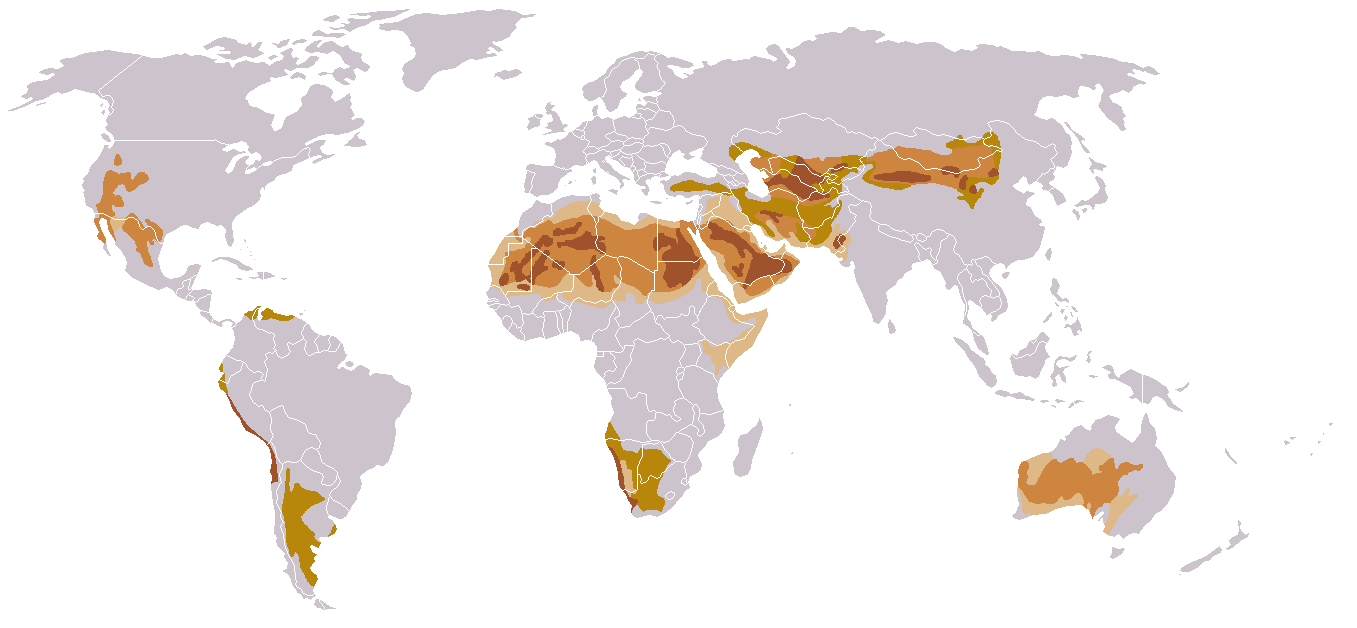
Distribución de los desiertos y semidesiertos terrestres, las zonas marrones oscuras son los desiertos propiamente dichos, las claras son "semidesiertos" o zonas críticas con riesgo de desertización o desertificación inminente.

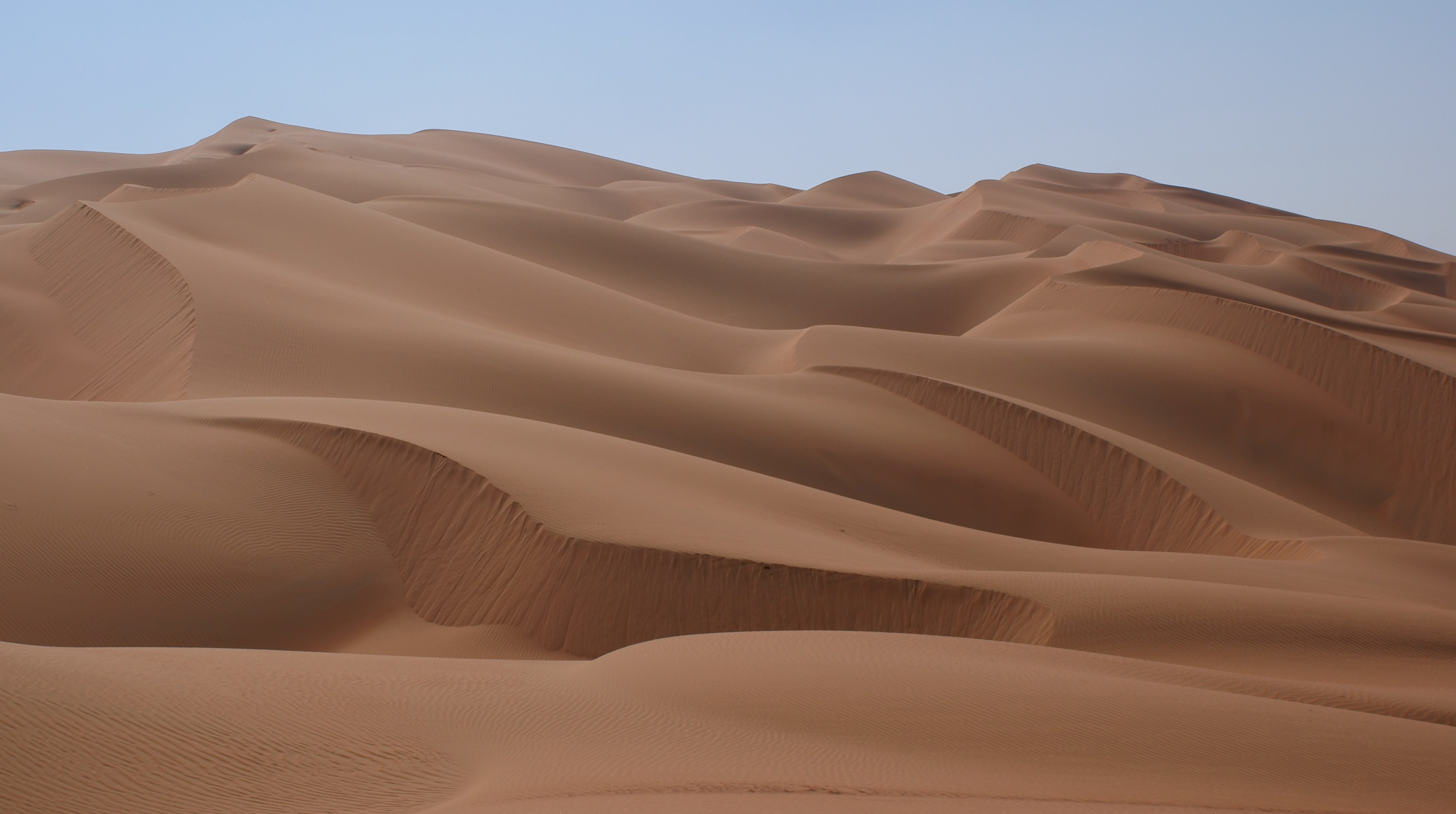
Dunas en el desierto de Rub al-Jalí ("Barrio vacío"), en los Emiratos Árabes Unidos.

Un desierto es un bioma de clima árido, en donde las precipitaciones son escasas. Estos suelen poseer poca vida, pero eso depende del tipo de desierto; en muchos existe vida abundante, la vegetación se adapta a la poca humedad (matorral xerófilo) y la fauna usualmente se resguarda durante el día para preservar humedad. El establecimiento de grupos sociales en los desiertos es complicado y requiere de una importante adaptación a las condiciones extremas que en ellos imperan. Los desiertos forman la zona más extensa de la superficie terrestre: con más de 50 millones de kilómetros cuadrados, ocupan casi un tercio de esta. De este total, 53 % corresponden a desiertos cálidos y 47 % a desiertos fríos.
Los procesos de erosión son factores de suma importancia en la formación del paisaje desértico. Según el tipo y grado de erosión que los vientos eólicos y la radiación solar han causado, los desiertos presentan diferentes tipos de suelos: desierto arenoso es aquel que está compuesto principalmente por arena, que por acción de los vientos forman las dunas, y desierto pedregoso o rocoso es aquel cuyo terreno está constituido por rocas o guijarros (este tipo de desiertos suele denominarse con la palabra árabe hamada).
Los desiertos pueden contener valiosos depósitos minerales que fueron formados en el ambiente árido, o fueron expuestos por la erosión. En las zonas bajas se pueden formar salares. Debido a la sequedad de los desiertos, son lugares ideales para la preservación de artefactos humanos y fósiles.
También se define desierto como un lugar despoblado, no habitado por humanos ni apenas por ser vivo alguno. Según esta definición, también son desiertos los situados en climas más fríos, como el ártico o la tundra.
Las personas han luchado por vivir en los desiertos y las tierras semiáridas circundantes durante milenios. Los nómadas han trasladado sus rebaños y manadas a donde sea que haya pastoreo y los oasis han brindado oportunidades para un estilo de vida más estable. El cultivo de regiones semiáridas fomenta la erosión del suelo y es una de las causas del aumento de la desertificación. La agricultura en el desierto es posible con la ayuda del riego y el Valle Imperial en California proporciona un ejemplo de cómo las tierras antes áridas se pueden hacer productivas mediante la importación de agua de una fuente externa. Muchas rutas comerciales se han forjado en los desiertos, especialmente en el desierto del Sáhara, y tradicionalmente eran utilizados por caravanas de camellos que transportaban sal, oro, marfil y otros bienes. Un gran número de esclavos también fueron llevados hacia el norte a través del Sahara. También se realiza alguna extracción de minerales en los desiertos y la luz solar ininterrumpida ofrece la posibilidad de capturar grandes cantidades de energía solar.
Las plantas y los animales que viven en el desierto necesitan adaptaciones especiales para sobrevivir en un entorno hostil. Las plantas tienden a ser duras y nervudas con hojas pequeñas o sin hojas, cutículas resistentes al agua y, a menudo, espinas para disuadir a los herbívoros. Algunas plantas anuales germinan, florecen y mueren en el transcurso de unas pocas semanas después de la lluvia, mientras que otras plantas longevas sobreviven durante años y tienen sistemas de raíces profundas capaces de aprovechar la humedad subterránea. Los animales necesitan mantenerse frescos y encontrar suficiente comida y agua para sobrevivir. Muchos son nocturnos y permanecen a la sombra o bajo tierra durante el calor del día. Tienden a ser eficientes en la conservación de agua, extrayendo la mayor parte de sus necesidades de sus alimentos y concentrando su orina. Algunos animales permanecen en estado de latencia durante largos períodos, listos para volver a activarse durante las escasas lluvias. Luego se reproducen rápidamente mientras las condiciones son favorables antes de regresar a la inactividad.

## Etimología
El español desierto y sus cognados romanos (como el italiano y el portugués deserto, el francés désert y el inglés desert) proceden del latín eclesiástico dēsertum (originalmente "lugar abandonado"), participio de dēserere, "abandonar". La correlación entre aridez y escasa población es compleja y dinámica, y varía según la cultura, la época y las tecnologías; por ello, el uso de la palabra desierto puede causar confusión. En inglés, antes del siglo XX, desert se utilizaba a menudo en el sentido de "zona despoblada", sin referencia específica a la aridez; pero hoy en día la palabra se utiliza más a menudo en su sentido climático (zona de escasas precipitaciones). Frases como "isla desierta" y "gran desierto americano", o los "desiertos de Bohemia" de Shakespeare (en el Cuento de invierno) en siglos anteriores no implicaban necesariamente arena o aridez; su enfoque era la escasa población.

## Geografía física
Un desierto es una región de tierra muy seca porque recibe escasas  precipitaciones (normalmente en forma de lluvia, pero puede ser nieve, niebla o neblina), suele tener poca cobertura vegetal y en la que los arroyos se secan a menos que se abastezcan de agua desde fuera de la zona. Por lo general, los desiertos reciben menos de 250 mm de precipitaciones al año. La evapotranspiración potencial puede ser grande, pero (en ausencia de agua disponible) la evapotranspiración real puede ser casi nula. Los semidesiertos son regiones que reciben entre 250 y 500 mm de lluvia al año y cuando están cubiertos de hierba se conocen como estepas.

## Grandes desiertos

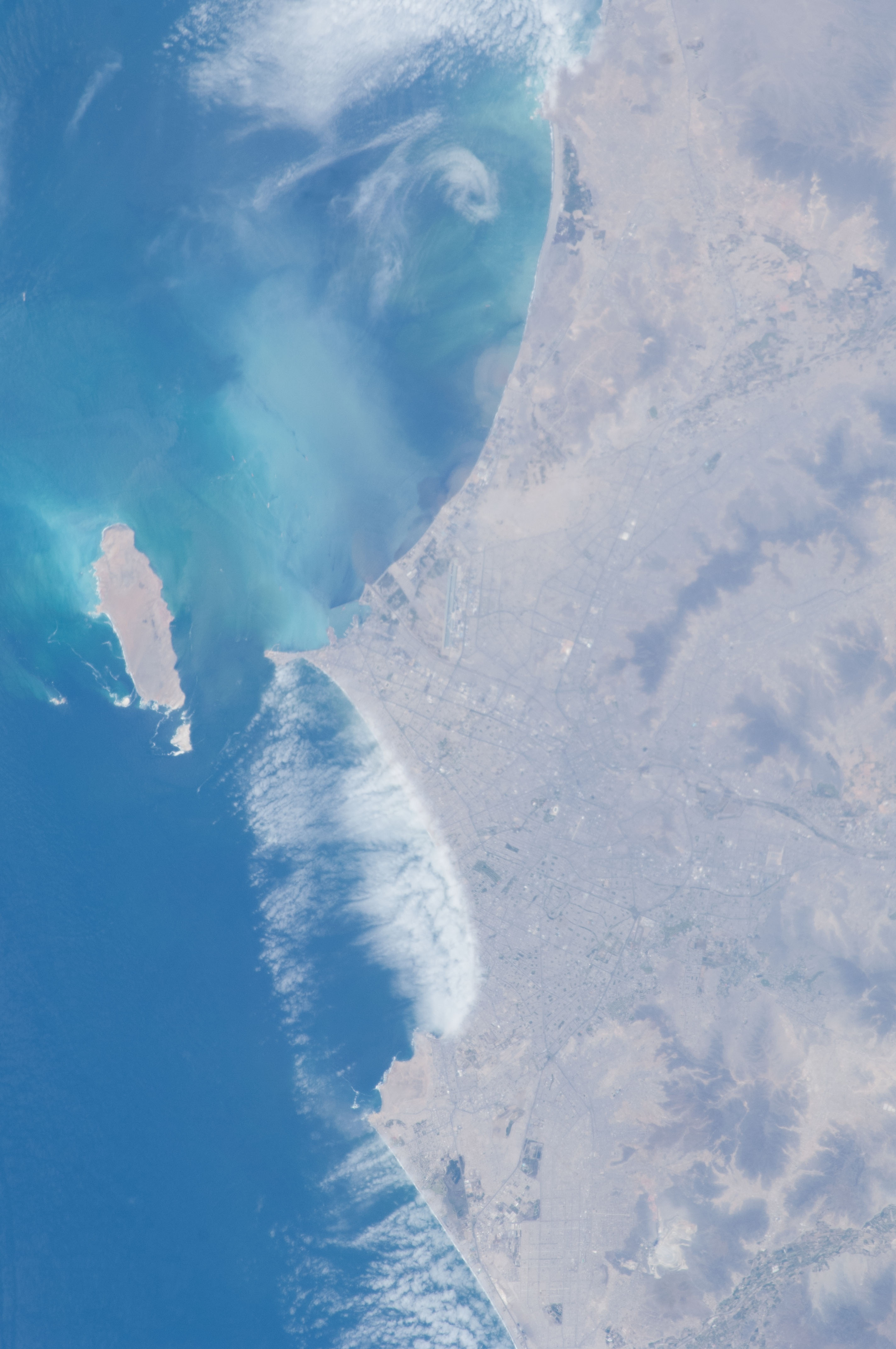
Fotografía satelital de la bahía de Lima, capital del Perú, y El Callao. Lima es la segunda ciudad más grande del mundo construida en el desierto, luego de la ciudad de El Cairo, capital de Egipto. Foto tomada desde la Estación Espacial Internacional.

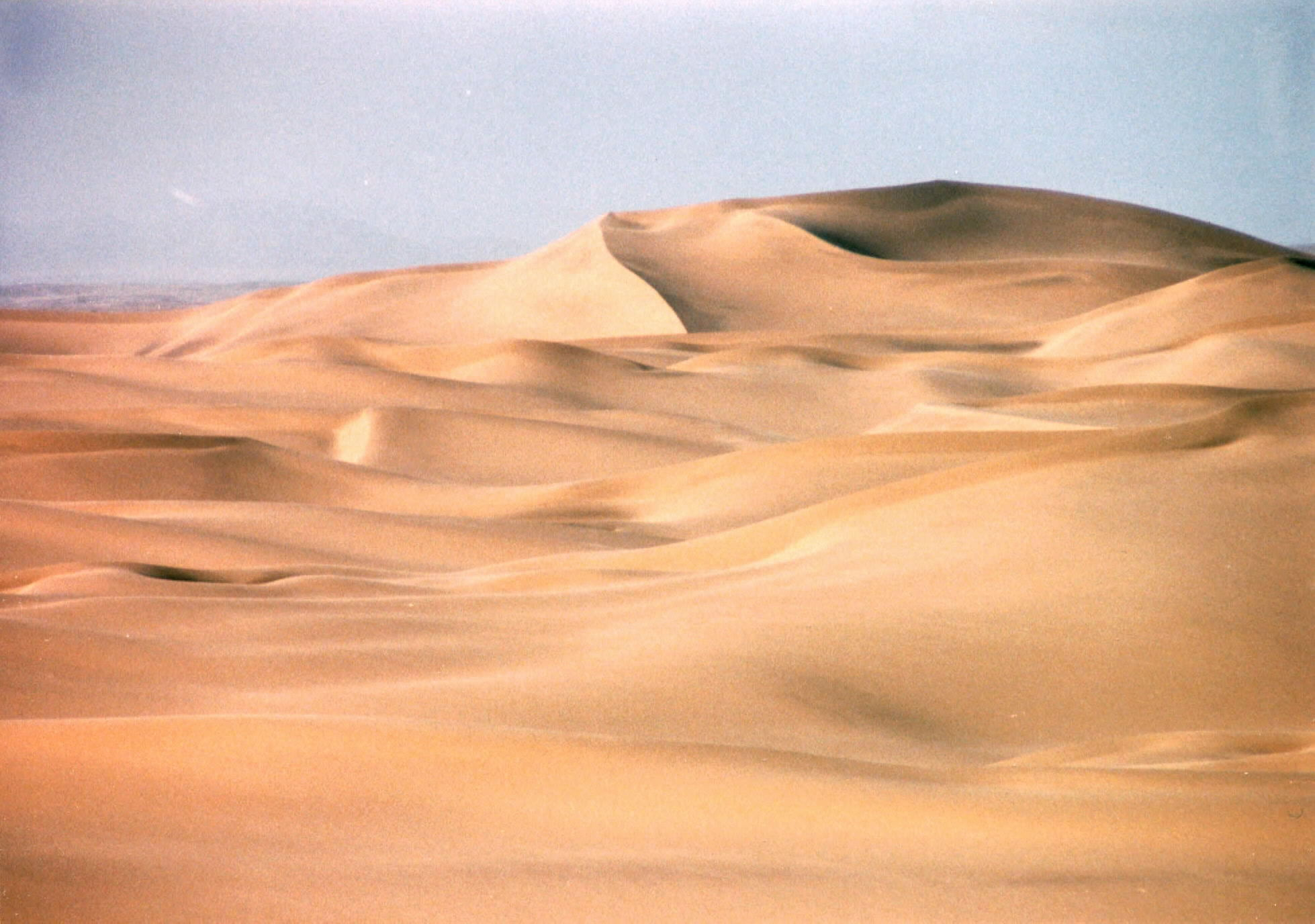
Dunas del desierto de Namibia

Gran parte de todos los desiertos del mundo se ubican en zonas caracterizadas por las altas presiones constantes (ver: anticiclón), condición que no favorece a la lluvia. Entre los desiertos de estas zonas están: los desiertos del Sáhara (el tercer desierto más extenso del mundo después de la Antártida y el Ártico), Kalahari, Namib y del Ogaden en África; los desiertos Arenoso y Victoria en la mayor parte de Australia; los desiertos de Gobi (o Chamō), Kara Kum, Takla Makán, de Arabia, Rub al-Jalí, de Siria, de Judea y Sinaí-Néguev en Asia.
En América existen los desiertos de Arizona-Sonora en la frontera de los Estados Unidos con México, Mojave, en los Estados Unidos, el de Atacama localizado en el norte de Chile, oeste de Bolivia y el sur de Perú (el más árido del planeta) y motivo de una guerra, la Guerra del Pacífico, entre aquellos tres países sudamericanos a fines del siglo XIX, el que era rico en salitre, en lo que hoy es el norte de Chile. En Colombia y Venezuela se encuentra el desierto de La Guajira. Mayormente ubicado en Colombia, se encuentra el punto más septentrional de Sudamérica, llamado Punta Gallinas. 
Gran parte de los desiertos se deben a su continentalidad, es decir, su extrema distancia del mar: por ejemplo, los desiertos de Gobi, Karakum, Taklamakán y los demás de Asia Central, a los que no llegan los vientos húmedos que provienen de los océanos.
Los desiertos de las costas occidentales del sur de África y de América del Sur se ven afectados por la presencia de corrientes oceánicas frías que provocan baja hidratación en la atmósfera.

## Tipos de desierto

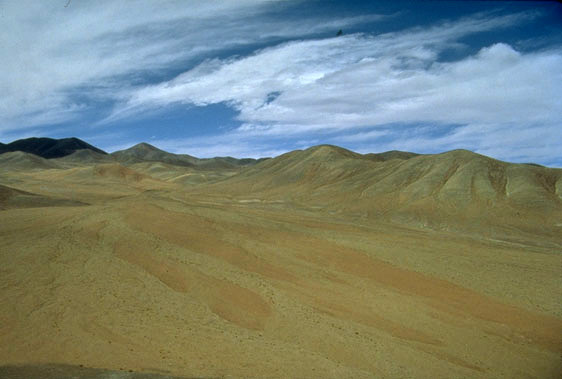
Desierto de Atacama, Chile

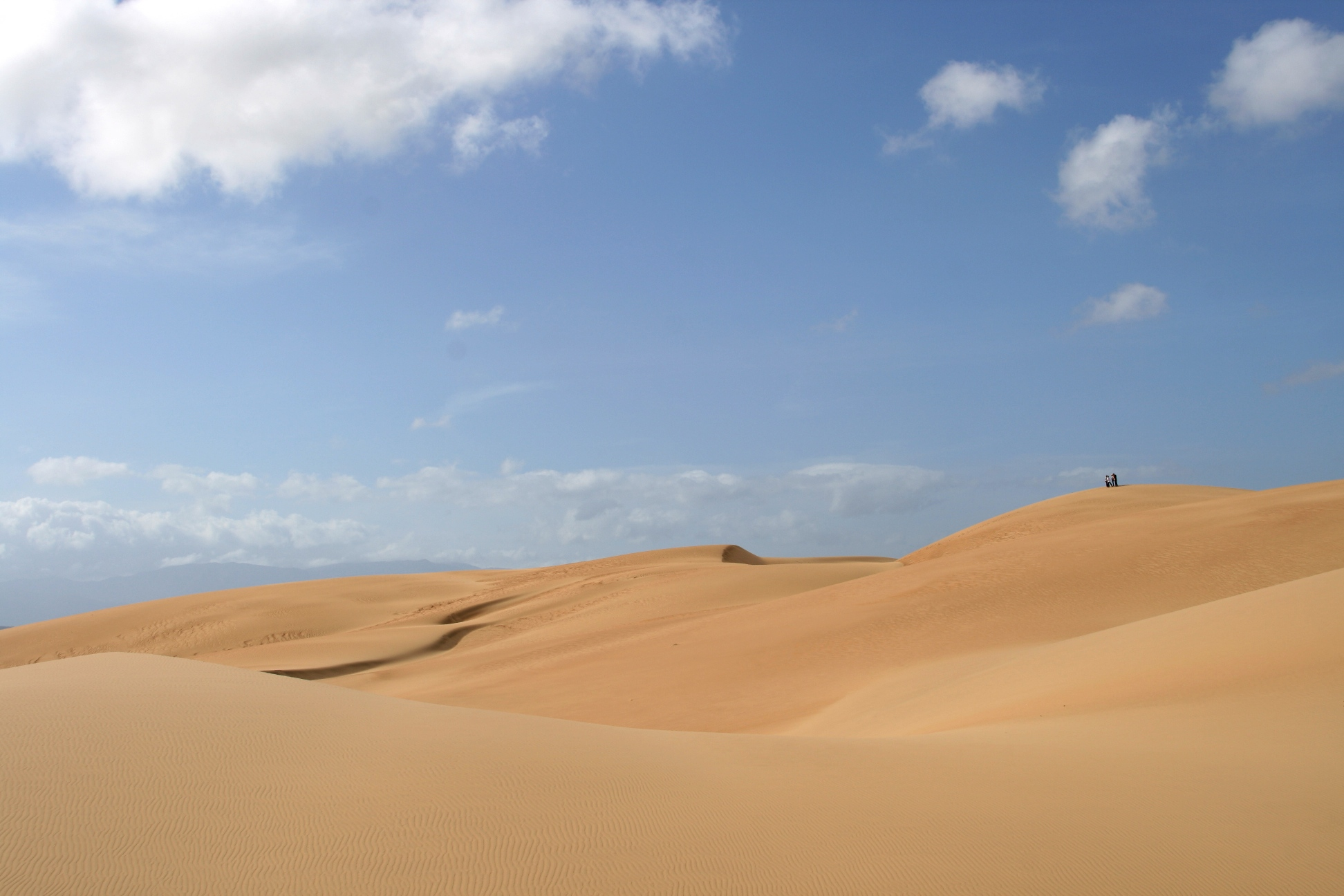
Médanos de Coro, Venezuela

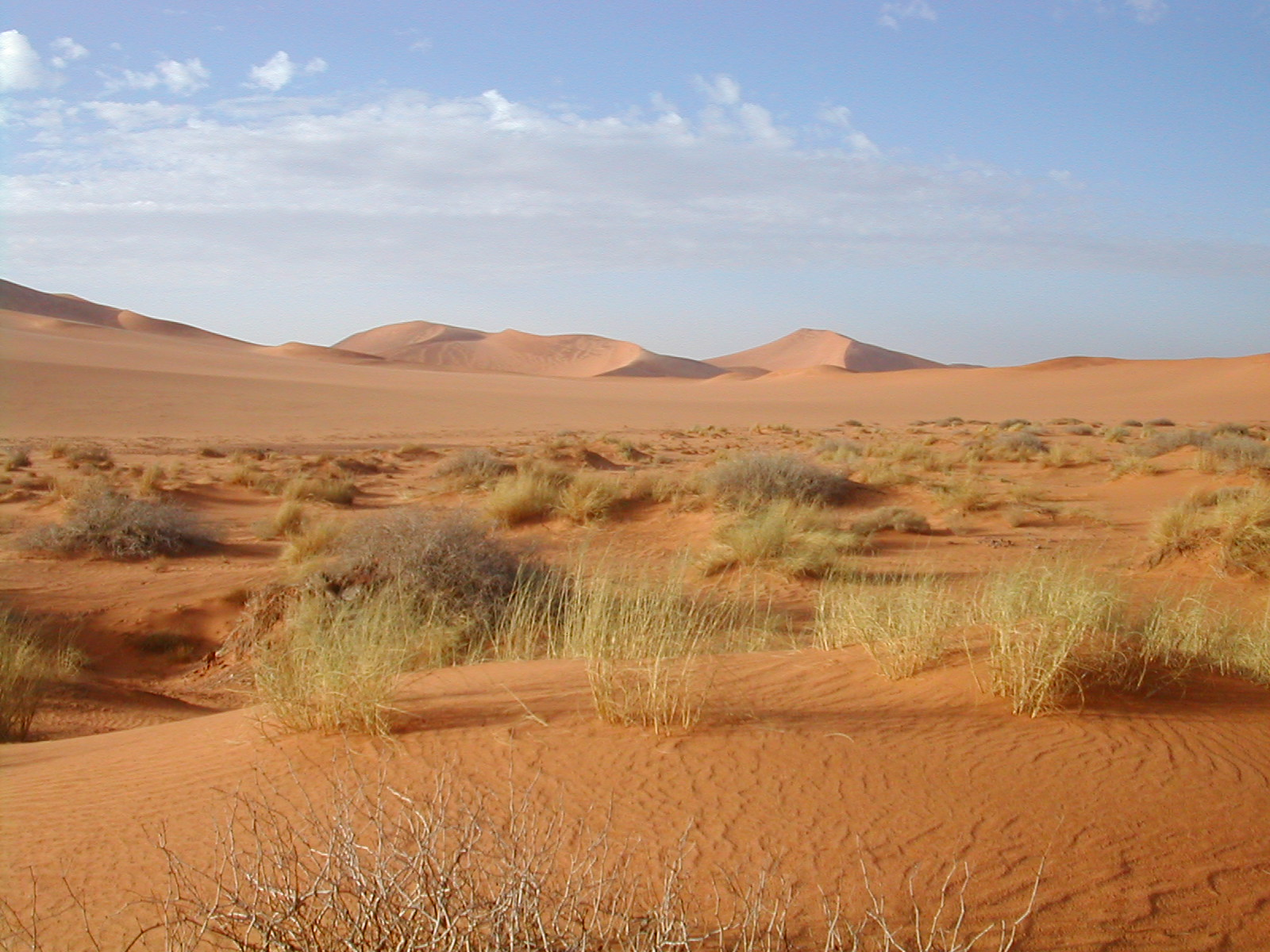
Desierto del Sáhara

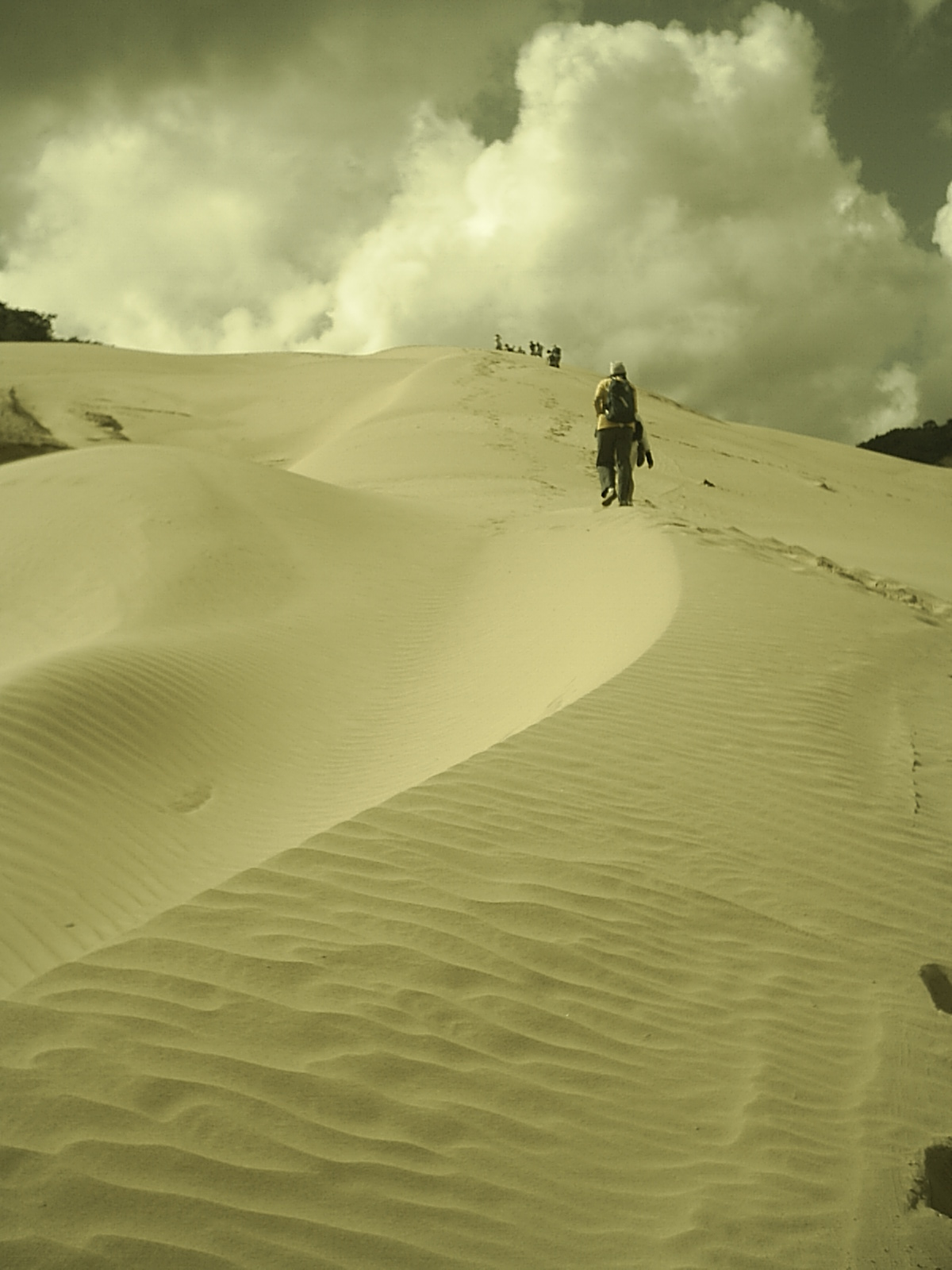
Desierto de La Guajira, ubicado entre Colombia y Venezuela

La mayoría de las clasificaciones radica en una combinación del número de días de lluvia por año, la cantidad pluviométrica anual, temperatura, humedad y otros factores. En 1953 Peveril Meigs dividió las regiones desérticas de la Tierra en tres categorías, de acuerdo con el total de lluvia que reciben. Por este sistema, hoy ampliamente aceptado, los terrenos extremadamente áridos son los que tienen por lo menos 12 meses consecutivos sin lluvia, los terrenos áridos tienen menos de 250 milímetros de lluvia anual y los terrenos semiáridos tienen una media de precipitación anual de entre 250 y 500 milímetros. Los terrenos áridos y extremadamente áridos son los desiertos, y los terrenos semiáridos, cubiertos de gramíneas, generalmente se llaman estepas.
Sin embargo, la aridez por sí sola no proporciona una descripción exacta de lo que es un desierto. Por ejemplo, la ciudad de Phoenix, en Arizona (Estados Unidos), recibe menos de 250 mm de lluvia al año, y está clasificada obviamente como desértica. Sin embargo, algunas regiones gélidas de Alaska o de la Antártida también reciben menos de 250 mm de lluvia por año, y sin embargo para la percepción común no son desérticas (se trata en efecto de desiertos fríos o desiertos nivales: en ellos la vida superior es muy difícil, pero la evapotranspiración y la posibilidad de encontrar agua dulce es notoriamente mayor que en la clásica noción de lo que es un desierto). Para definir más concretamente un desierto, sea cálido o frío, uno de los parámetros que se utilizan es el del promedio anual de precipitaciones: menos de 500 mm/año suponen una zona semiárida en donde existe mucho estrés hídrico (aunque este se puede amortiguar si las temperaturas son bajas, por debajo de los 15 °C promedio anual). Otra definición ecológica de desierto es la de una zona que recibe igual o menos de 100 mm/año de precipitaciones y sin la compensación de ninguna otra fuente natural de agua dulce.
Las diferencias de criterios residen en el fenómeno llamado evapotranspiración. La evapotranspiración es la combinación de pérdida de agua por evaporación atmosférica del agua del suelo, junto con la pérdida de agua también en forma de vapor a través de los procesos vitales de las plantas. El potencial de evapotranspiración es, por lo tanto, la cantidad de agua que se evapora en una región dada. La ciudad de Tucson, en Arizona (Estados Unidos), recibe unos 300 mm anuales de lluvia, sin embargo, pueden evaporarse unos 2500 mm de agua en el periodo de un año. En otras palabras, significa que casi ocho veces más agua podría evaporarse en esta región de la que normalmente cae. Las tasas de evapotranspiración en regiones de Alaska son bastante más inferiores; entonces, aun recibiendo precipitaciones mínimas, estas regiones distan mucho de la definición básica de un desierto: un lugar donde la evaporación supera el total de la precipitación pluviométrica.
Por tanto, existen diferentes formas de zonas desérticas. Los desiertos fríos pueden estar cubiertos de nieve; estos lugares no reciben mucha lluvia, y la que cae permanece congelada como nieve compacta. Estas áreas se llaman comúnmente tundra, cuando en ellas existe una corta estación con temperaturas por encima de cero grados Celsius y florece algo de vegetación en ese periodo; o regiones polares, si la temperatura permanece bajo el punto de congelación durante todo el año, dejando el suelo prácticamente sin formas de vida.
La mayoría de los desiertos no polares se forman porque reciben poquísima agua. El agua tiende a refrescar o, por lo menos, a moderar los efectos del clima en el que es abundante. En algunas partes del mundo los desiertos surgen debido a la existencia de «barreras» a la lluvia: cuando las masas de nubes descargan la mayor parte de su humedad sobre una cadena de montañas, las áreas que se encuentran más allá son áridas porque el aire apenas contiene humedad.
Los desiertos también se clasifican por su localización geográfica y patrón climático predominante, como vientos alisios, latitudes medias, barreras anti-lluvias, costeros, de monzón, y polares. Algunas áreas desérticas antiguas presentes en regiones no-áridas forman los llamados paleodesiertos.

### Desiertos en regiones de vientos alisios o tropicales
Los vientos alisios tienen lugar en dos franjas del globo divididas por la línea del ecuador, y se forman por el calentamiento del aire en la región ecuatorial. Estos vientos secos disipan la cobertura de nubes, permitiendo que se caliente más el suelo por la radiación del Sol. La mayoría de los grandes desiertos de la Tierra está en regiones surcadas por vientos alisios. El mayor desierto del planeta, el Sáhara, situado al norte de África —que en ocasiones experimenta temperaturas de más de 57 °C—, es un desierto de vientos alisios.

### Desiertos de latitudes medias
Los desiertos de latitudes medias se localizan entre los paralelos 30° N y 50° N, y también en la misma franja en el hemisferio sur, en zonas subtropicales de alta presión atmosférica. Estos desiertos están en cuencas de drenaje apartadas de los océanos y tienen grandes variaciones de temperaturas anuales. El desierto de Sonora, en el suroeste de América del Norte, es un típico desierto de latitud media. El desierto de Tengger, en China, es otro ejemplo.

### Desiertos debidos a barreras al aire húmedo
Estos desiertos se forman debido a grandes barreras montañosas que impiden la llegada de nubes húmedas en las áreas a sotavento (o sea, protegidas del viento, que trae la humedad). A medida que el aire sube por la montaña, el agua se precipita y el aire pierde su contenido húmedo. Así, se forma un desierto en el lado opuesto. El desierto de Judea en Israel y Cisjordania, y el de Cuyo, en Argentina, son un ejemplo.

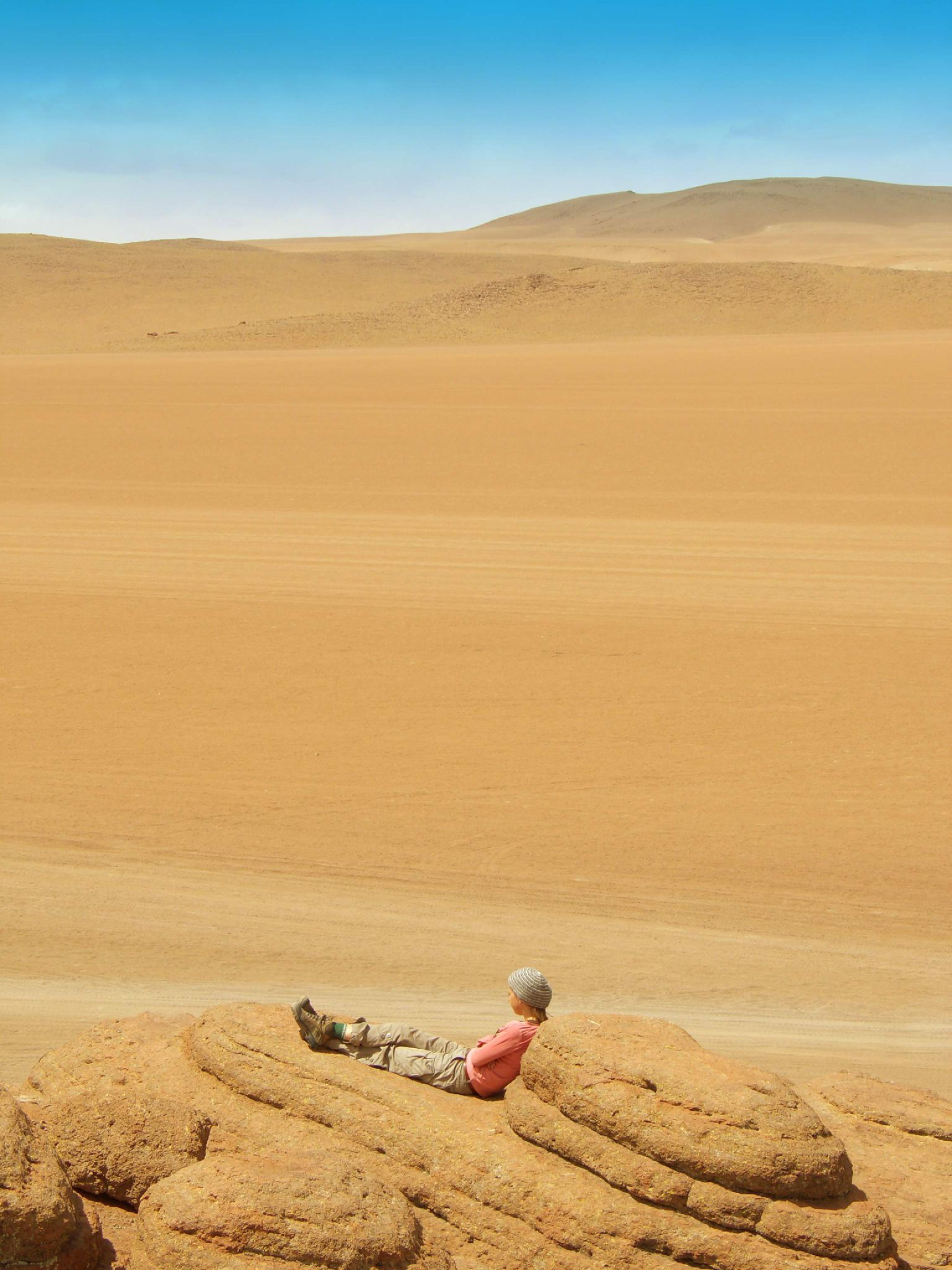
El desierto Siloli en Bolivia es una sección del desierto de Atacama, el más árido del planeta y que se localiza en el norte de Chile.

### Desiertos costeros
Los desiertos costeros se localizan generalmente en los bordes occidentales de continentes próximos a los trópicos de Cáncer y de Capricornio. Están influidos por corrientes oceánicas costeras frías que discurren paralelas a la costa. Debido a los sistemas de viento locales que dominan los vientos alisios, estos desiertos son menos estables que los de otro tipo. Durante el invierno, la niebla, producida por corrientes frías ascendentes, cubre frecuentemente los desiertos costeros con un manto blanco que bloquea la radiación solar. Los desiertos costeros son relativamente complejos, pues son el producto de sistemas terrestres, oceánicos y atmosféricos. Un desierto costero, el de Atacama, en Chile, es el más seco de la Tierra. En él, una lluvia posible de ser medida —es decir, de 1 mm o más— puede tener lugar una vez cada 5, 20 o hasta cada 400 años. Esto se debe a que en la región se encuentran la corriente marina fría de Humboldt (procedente de la Antártida) con la corriente marina cálida Ecuatorial Sur (procedente del ecuador). Al encontrarse, la humedad se condensa, llueve en el océano, y llegan pocas precipitaciones a esta zona, convirtiéndose en árida y deshabitada. Sin embargo, el Desierto de Atacama también se origina gracias a la Cordillera de los Andes, que impide que las nubes provenientes de la selva amazónica lleguen al Océano Pacífico.

### Desiertos de monzón
Monzón (palabra derivada del árabe que significa estación climática) se refiere a un sistema de vientos estacionales. Los monzones se desarrollan como consecuencia de las variaciones de temperatura entre los continentes y los océanos. Así, los vientos alisios del sur del océano Índico descargan lluvias en la India al llegar a la costa. Conforme el monzón cruza la India de sureste a noroeste, por el llamado Talweg del Monzón (aproximadamente el valle del río Ganges), y surca las elevadas montañas del Himalaya pierde su humedad en copiosísimas lluvias y nevadas hasta el punto que en el lado oriental de la cadena montañosa Aravalli el viento ya es seco y con efecto foehn (viento seco y de altas temperaturas por calentamiento adiabático). Los desiertos del Rajastán y Cholistán en el noroeste de la India, y el desierto de Thar entre Pakistán y la India, son parte de una región de desierto de monzón al oeste de la cadena montañosa.

### Zonas desérticas frías
Un ejemplo de desiertos fríos son el de Gobi en Mongolia y China, el del Tíbet, el de la Gran Cuenca Nevada y el de la Puna o desierto Altoandino.

### Zonas desérticas polares

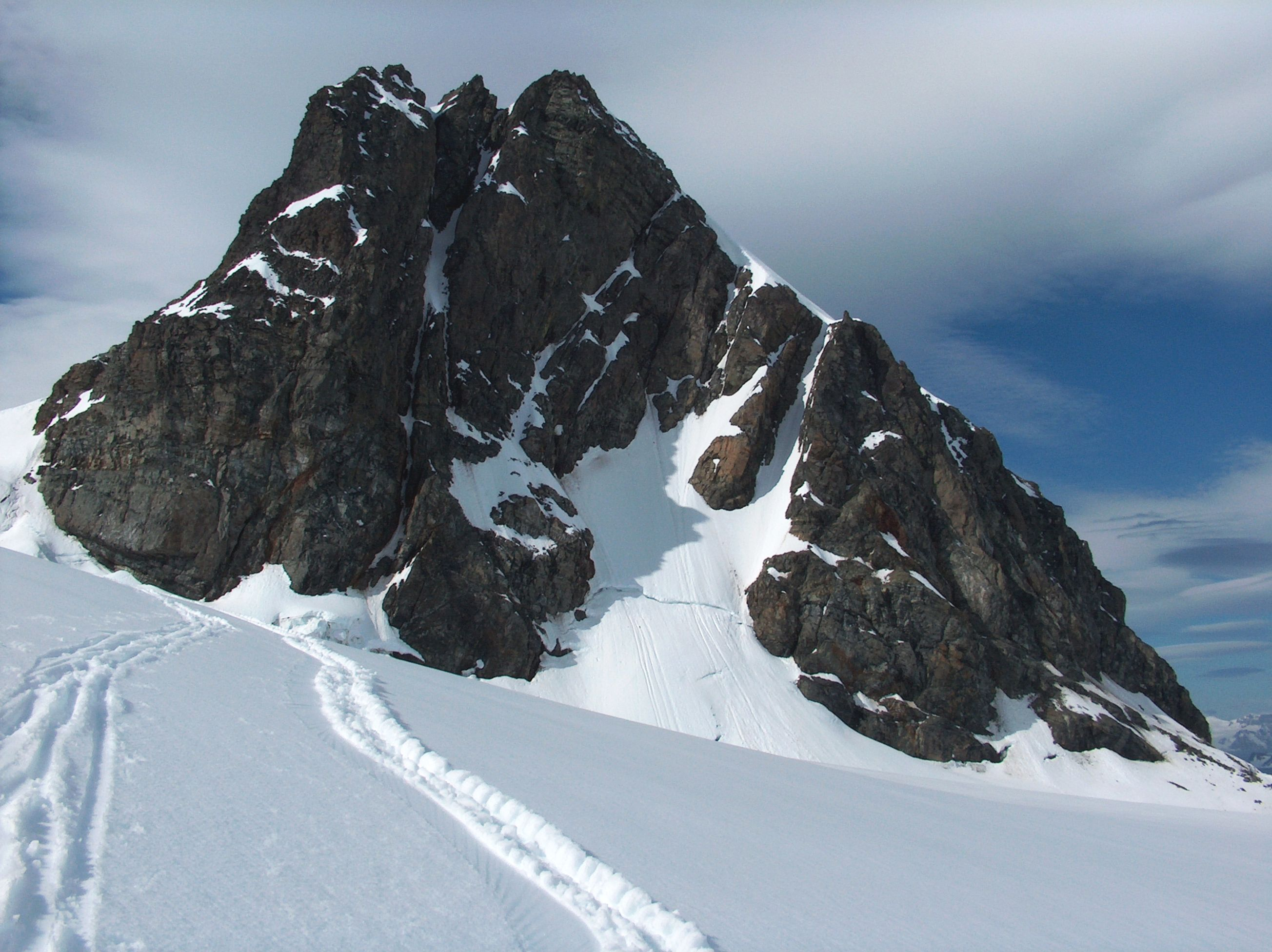
El nunatak (pico solitario) Atanasoff, Antártida.

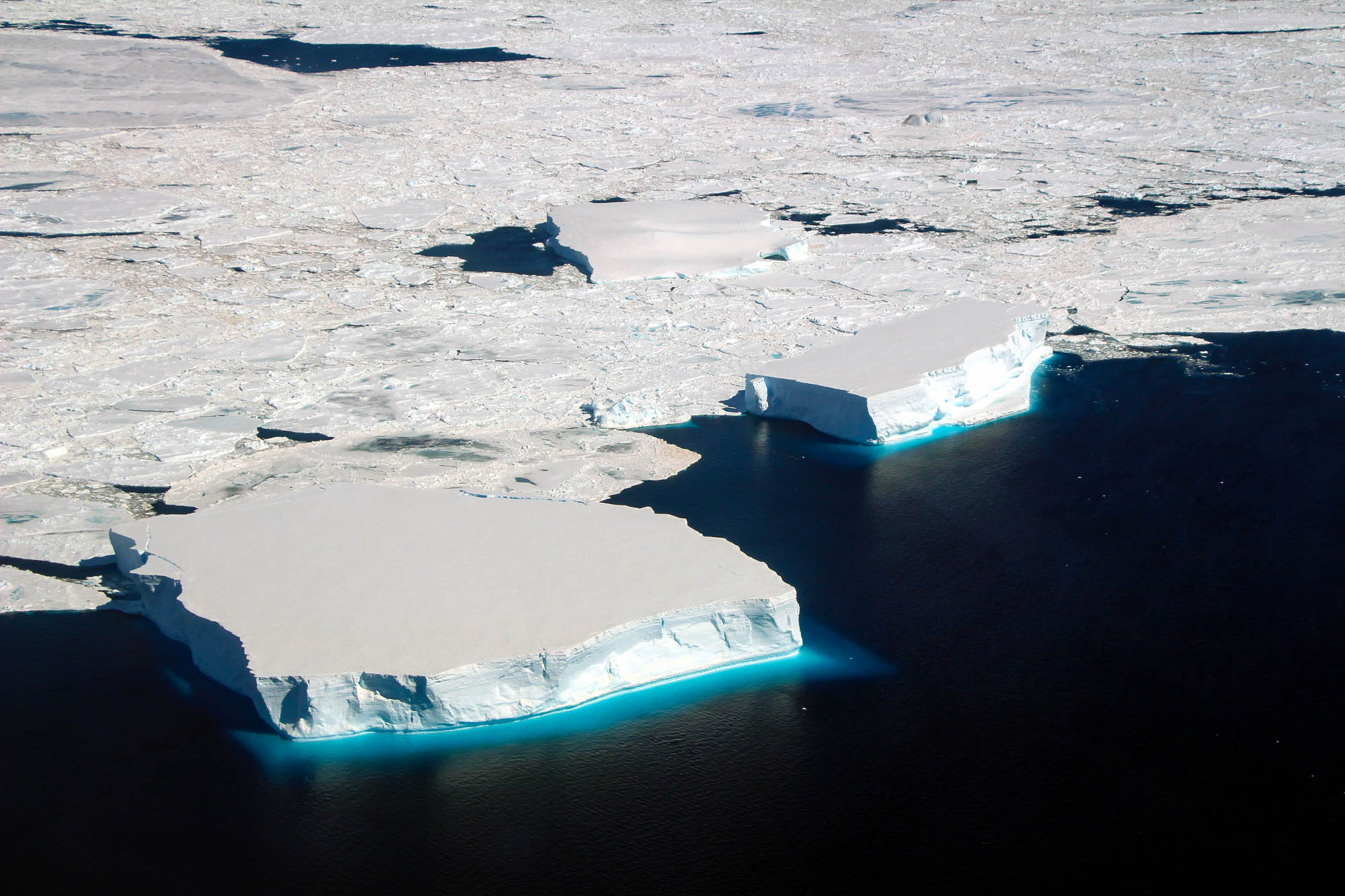
Barrera de hielo en el Mar de Weddell, Antártida

Las zonas desérticas polares son áreas con una precipitación anual de 100 a 200 mm y una temperatura media del mes más cálido inferior a 10 °C. Los desiertos polares del planeta cubren casi 90 millones de km² y son principalmente lechos de roca o llanuras de grava. Las dunas de arena no son típicas de estos desiertos, sin embargo las dunas de nieve (sastrugis) se forman comúnmente en áreas donde la precipitación local es más abundante. Los cambios de temperatura en las zonas polares frecuentemente sobrepasan el punto de congelación del agua. Esta alternancia hielo-deshielo deja marcas características en el suelo, que llegan a medio metro de diámetro.
Las zonas desérticas polares se caracterizan por dos factores desertizantes: las altas presiones atmosféricas (presencia constante de anticiclón) y, especialmente, el bajo o nulo índice de precipitaciones al año, ya que al estar la temperatura constantemente bajo 0 °C el agua se encuentra naturalmente en estado sólido (salvo raras excepciones). El mayor de estos desiertos polares es también nival y se ubica en las áreas interiores de la Antártida (pese a ello, la percepción usual es la de que no se trata de un desierto ya que en tal región el agua abunda, pero en forma de hielo, sin por ello sustentar vida orgánica superior); similar aunque menos extenso es el desierto correlativo a la capa de hielo del centro de Groenlandia.

### Paleodesiertos (desiertos «fósiles»)

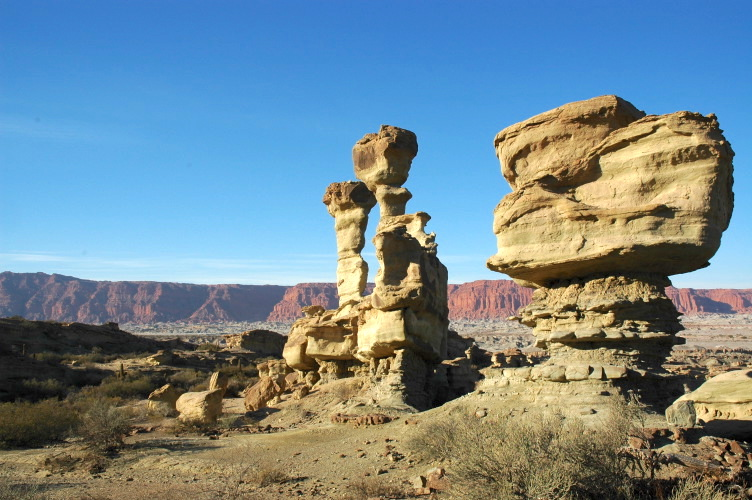
El Ischigualasto, en San Juan, Argentina, es una región desértica que posee un valor arqueológico incalculable. Fue declarado Patrimonio de la Humanidad por la UNESCO en el 2000.

Las investigaciones en mares de arena (vastas regiones de dunas) antiguos, cambios en cuencas pantanosas, análisis arqueológicos y de vegetación indican que las condiciones climáticas cambiaron considerablemente en grandes áreas del planeta en un pasado geológico reciente. Durante los últimos 12 500 años, por ejemplo, partes de algunos desiertos ya eran muy áridas. Cerca de un 10 % del terreno situado entre la latitud 30° N y 30° S está hoy cubierta por desiertos. Sin embargo, hace 18 000 años, los desiertos (que formaban dos inmensos cinturones) ocupaban un 50 % de esta área. Tal y como ocurre hoy, las selvas tropicales y las sabanas ocupaban la zona entre estas dos franjas.
Se han encontrado sedimentos de desiertos de hasta 500 millones de años de antigüedad en muchas partes del globo. Los patrones de sedimentos dunares se encontraron en áreas que hoy no son desérticas. Esas mismas áreas reciben hoy entre 80 y 150 mm de lluvia por año. Algunas antiguas regiones dunares están ocupadas en la actualidad por selvas tropicales húmedas.
Las montañas de arena llamadas Sand Hills ("Colinas de Arena") son un campo de dunas inactivo de 57 000 km² en el centro de Nebraska, Estados Unidos. El mayor mar de arena del hemisferio occidental está hoy estabilizado por la vegetación, y recibe cerca de 500 mm de lluvia por año. Las dunas de Sand Hills llegan a los 120 m de altura. El desierto del Kalahari, en el sur de África, es otro caso de paleodesierto.

## Procesos de meteorización

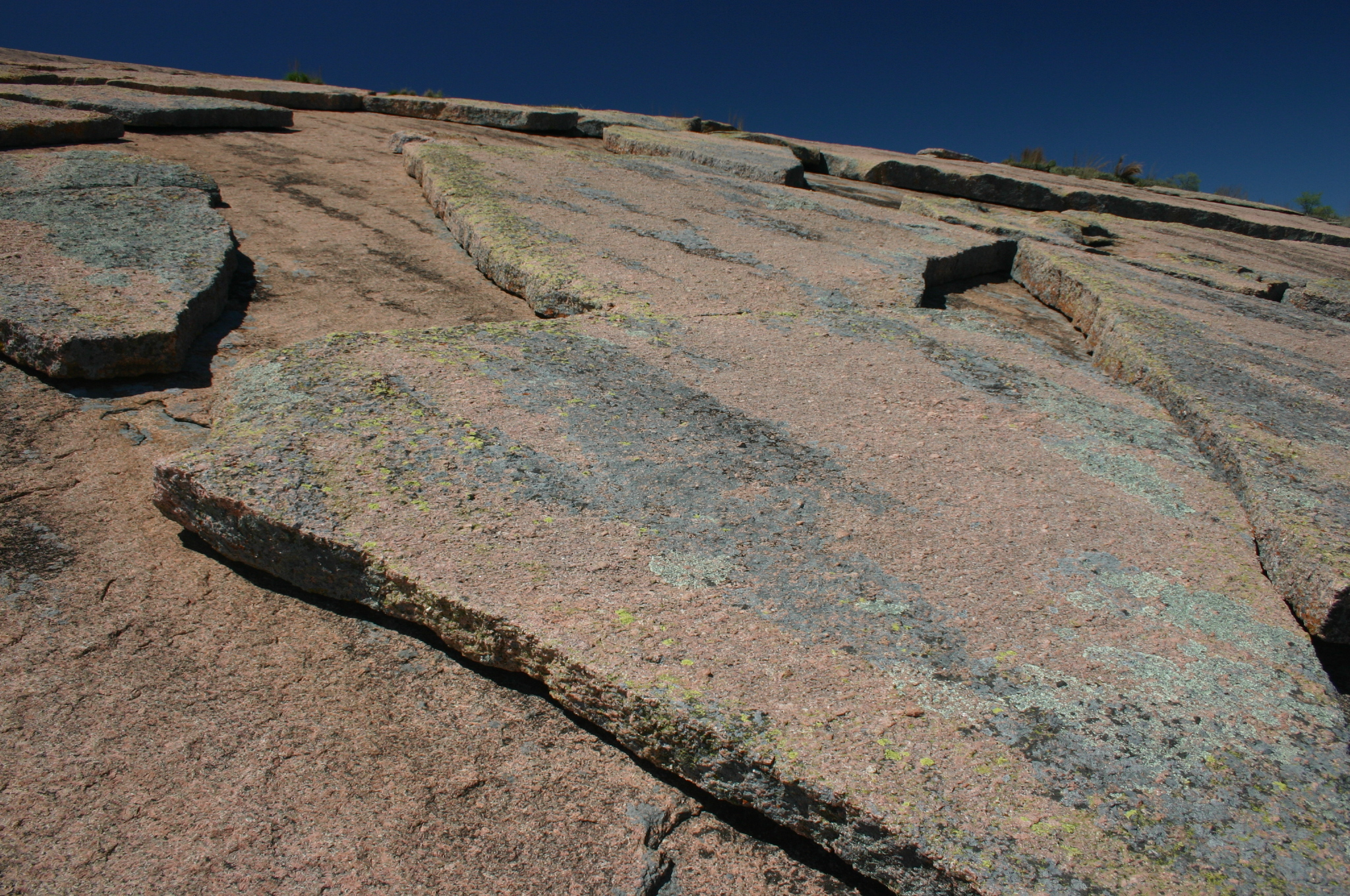
Exfoliación de rocas erosionadas en Texas, Estados Unidos.

Los desiertos suelen tener una gran amplitud térmica diurna y estacional, con temperaturas diurnas elevadas que descienden bruscamente por la noche. El rango diurno puede llegar a ser de 20 a 30 °C (36 a 54 °F) y la superficie de la roca experimenta diferencias de temperatura aún mayores. Durante el día, el cielo suele estar despejado y la mayor parte de la radiación solar llega al suelo, pero en cuanto se pone el sol, el desierto se enfría rápidamente irradiando calor al espacio. En los desiertos cálidos, la temperatura durante el día puede superar los 45 °C (113 °F) en verano y caer por debajo del punto de congelación por la noche durante el invierno.

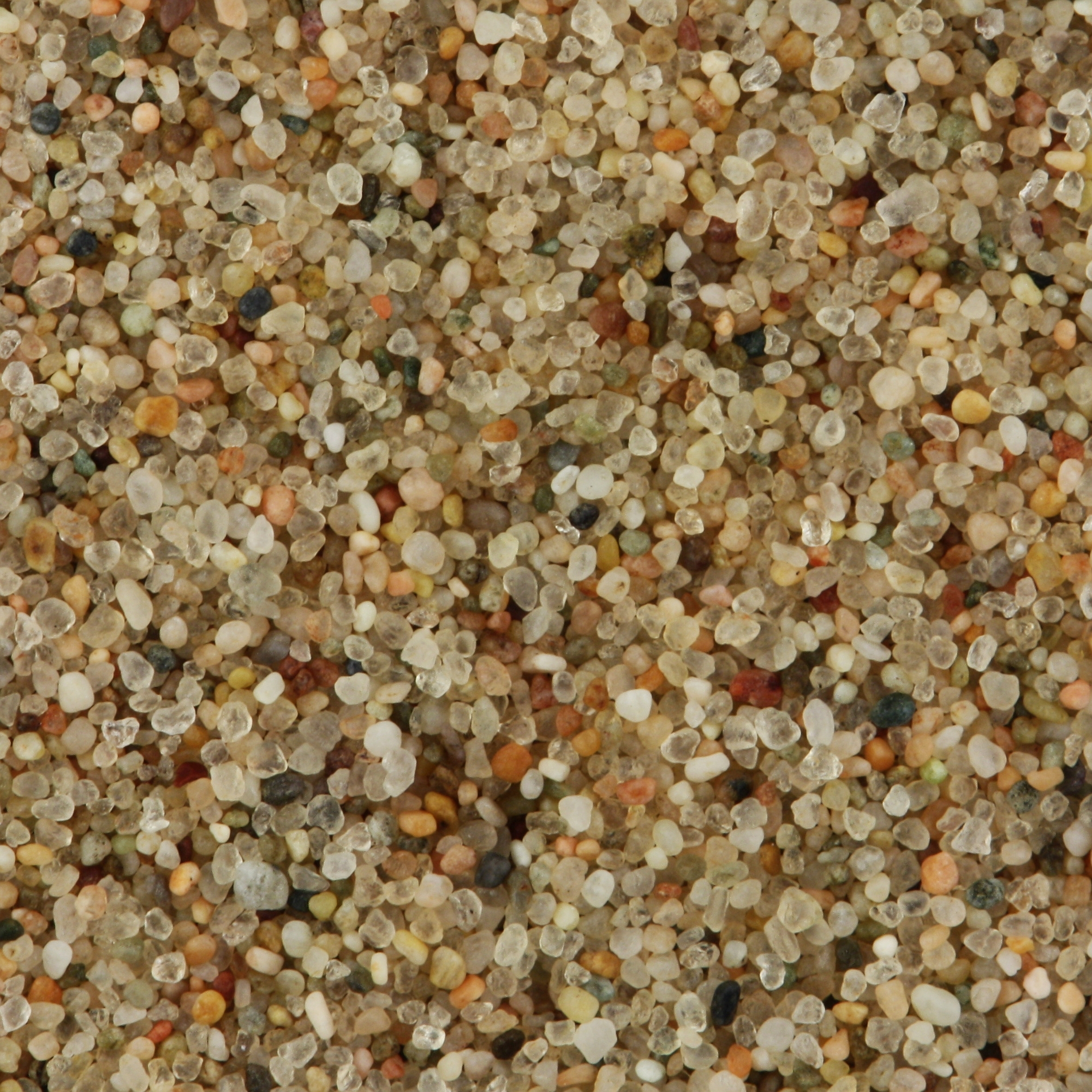
Un centímetro cuadrado (0,16 pulgadas cuadradas) de arena arrastrada por el viento del desierto de Gobi

Estas grandes variaciones de temperatura tienen un efecto destructivo en las superficies rocosas expuestas. Las repetidas fluctuaciones ejercen presión sobre la roca expuesta y los flancos de las montañas se agrietan y se rompen. Los estratos fragmentados se deslizan hacia los valles, donde siguen rompiéndose en pedazos debido al implacable sol de día y al frío nocturno. Los estratos sucesivos quedan expuestos a una mayor meteorización. El alivio de la presión interna que se ha acumulado en las rocas que han estado bajo tierra durante eones puede hacer que se rompan. La exfoliación también se produce cuando las superficies externas de las rocas se desprenden en escamas planas. Se cree que esto se debe a las tensiones ejercidas sobre la roca por las repetidas expansiones y contracciones térmicas, que inducen una fractura paralela a la superficie original. Los procesos de meteorización química probablemente desempeñan un papel más importante en los desiertos de lo que se pensaba. La humedad necesaria puede estar presente en forma de rocío o niebla. El agua subterránea puede salir a la superficie por evaporación y la formación de cristales de sal puede desprender partículas de roca como arena o desintegrar rocas por exfoliación. A veces se forman cuevas poco profundas en la base de los acantilados por este motivo.
A medida que las montañas del desierto se descomponen, se producen grandes áreas de roca destrozada y escombros. El proceso continúa y los productos finales son polvo o arena. El polvo se forma a partir de arcillas solidificadas o depósitos volcánicos, mientras que la arena es el resultado de la fragmentación de granitos, calizas y areniscas más duras. Existe un cierto tamaño crítico (unos 0,5 mm) por debajo del cual no se produce una mayor meteorización de las rocas inducida por la temperatura, lo que proporciona un tamaño mínimo para los granos de arena.
A medida que las montañas se erosionan, se crea más y más arena. A altas velocidades de viento, los granos de arena son recogidos de la superficie y arrastrados por el aire, proceso conocido como saltación. Los granos que se arremolinan en el aire actúan como un mecanismo de voladura de la arena que tritura los objetos sólidos que encuentra a su paso, ya que la energía cinética del viento se transfiere al suelo. La arena acaba depositándose en zonas llanas conocidas como campos de arena o mares de arena, o amontonada en dunas.

## Tormentas de polvo y de arena

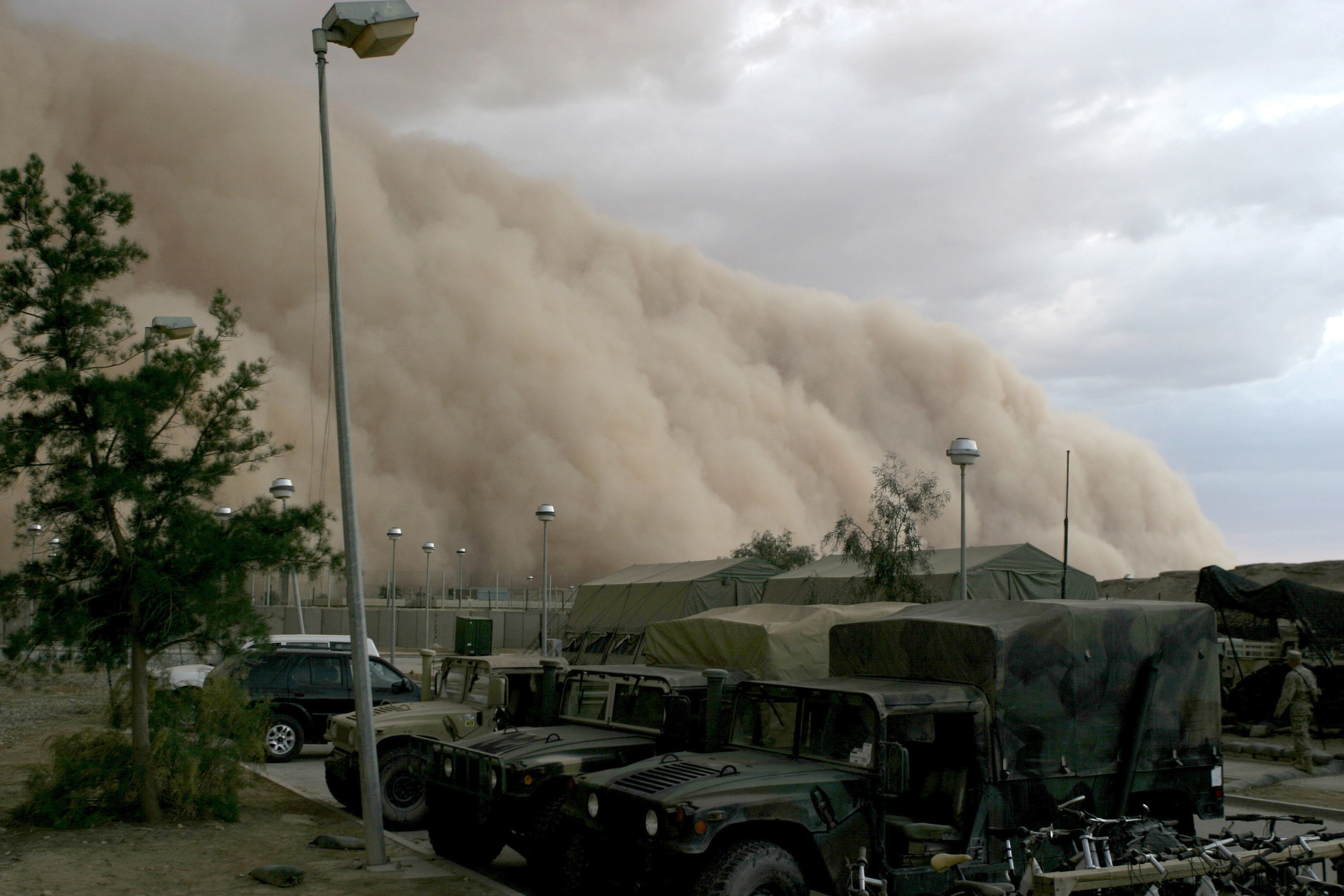
Tormenta de polvo a punto de envolver un campamento militar en Irak, 2005

Las tormentas de arena y polvo son fenómenos naturales que se producen en las regiones áridas donde la tierra no está protegida por una cubierta vegetal. Las tormentas de polvo suelen comenzar en los márgenes de los desiertos, más que en los propios desiertos, donde los materiales más finos ya han sido arrastrados por el viento. Cuando empieza a soplar un viento constante, las partículas finas que yacen en el suelo expuesto empiezan a vibrar. A mayor velocidad del viento, algunas partículas son elevadas a la corriente de aire. Cuando aterrizan, chocan con otras partículas que pueden ser sacudidas en el aire a su vez, iniciando una reacción en cadena. Una vez expulsadas, estas partículas se mueven de una de las tres formas posibles, según su tamaño, forma y densidad: suspensión, saltación o arrastre. La suspensión sólo es posible para las partículas de menos de 0,1 mm (0,004 pulgadas) de diámetro. En una tormenta de polvo, estas finas partículas se levantan y se elevan a alturas de hasta 6 km. Reducen la visibilidad y pueden permanecer en la atmósfera durante días, transportadas por los vientos alisios a distancias de hasta 6000 km. En caso de vientos más fuertes pueden formarse nubes de polvo más densas, que se desplazan por la tierra con un borde de ataque ondulado. La luz del sol puede ser borrada y puede llegar a ser tan oscura como la noche a nivel del suelo. En un estudio de una tormenta de polvo en China, en 2001, se estimó que había 6,5 millones de toneladas de polvo, cubriendo un área de 134 000 000 km² (52 000 000 de millas cuadradas). El tamaño medio de las partículas era de 1,44 μm. Un fenómeno mucho más pequeño y de corta duración puede producirse en condiciones de calma, cuando el aire caliente cerca del suelo se eleva rápidamente a través de una pequeña bolsa de aire más frío y de baja presión que se encuentra por encima, formando una columna de partículas en forma de remolino, un remolino de arena.

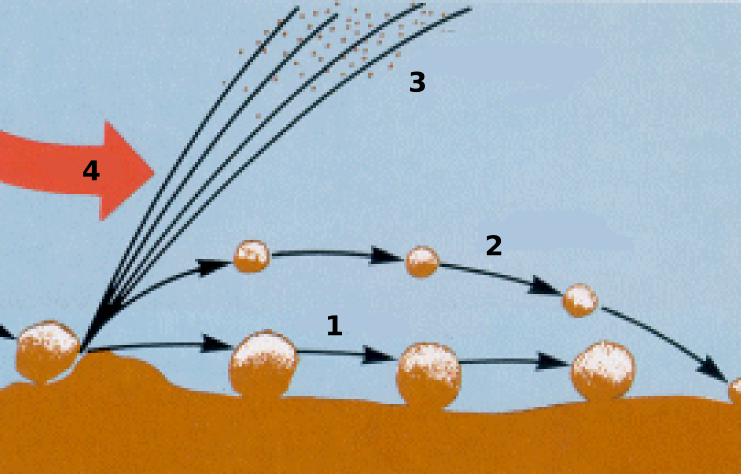
Partículas arrastradas por el viento: 1. Fluencia 2. Saltación 3. Suspensión 4. Corriente de viento

Las tormentas de arena se producen con mucha menos frecuencia que las tormentas de polvo. Suelen ir precedidas de fuertes tormentas de polvo y se producen cuando la velocidad del viento aumenta hasta el punto de poder levantar las partículas más pesadas. Estos granos de arena, de hasta 0,5 mm (0,020 pulgadas) de diámetro, son lanzados al aire, pero pronto vuelven a caer a la tierra, expulsando otras partículas en el proceso. Su peso les impide mantenerse en el aire durante mucho tiempo y la mayoría sólo recorre una distancia de unos pocos metros. La arena fluye por encima de la superficie del suelo como si fuera un fluido, y a menudo se eleva a una altura de unos 30 cm. En un golpe realmente fuerte y constante, 2 m (6 pies 7 pulgadas) es la altura máxima a la que puede ascender la corriente de arena, ya que los granos de arena más grandes no llegan a ser aerotransportados en absoluto. Se transportan por arrastre, rodando por el suelo del desierto o realizando pequeños saltos.
Durante una tormenta de arena, las partículas de arena arrastradas por el viento se  cargan eléctricamente. Estos campos eléctricos, que pueden alcanzar los 80 kV/m, pueden producir chispas y causar interferencias en los equipos de telecomunicaciones. También son desagradables para los seres humanos y pueden provocar dolores de cabeza y náuseas. Los campos eléctricos se producen por la colisión entre las partículas transportadas por el aire y por los impactos de los granos de arena salada que aterrizan en el suelo. El mecanismo es poco conocido, pero las partículas suelen tener una carga negativa cuando su diámetro es inferior a 250 μm y positiva cuando superan los 500 μm.

## Desiertos importantes

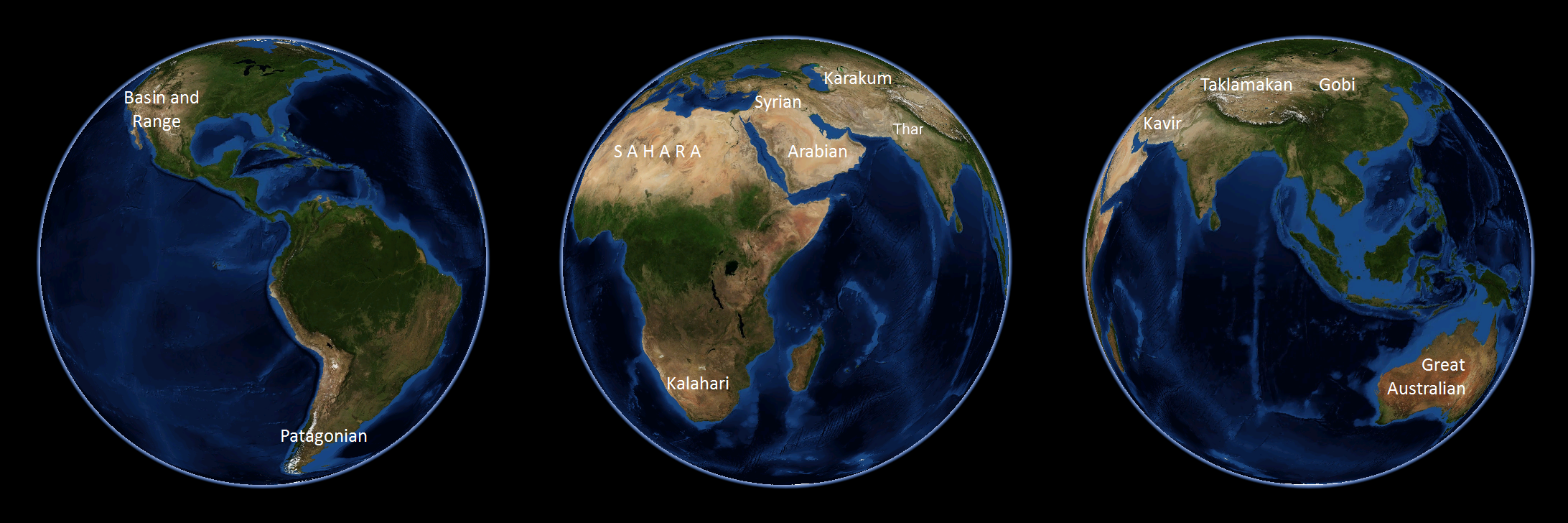
Los mayores desiertos no polares del planeta.

Los desiertos ocupan aproximadamente un tercio de la superficie terrestre de la Tierra.
Las tierras de fondo pueden ser llanuras cubiertas de sal. Los procesos eólicos son un factor importante en la formación de los paisajes desérticos. Los desiertos polares (también denominados "desiertos fríos") tienen características similares, salvo que la principal forma de precipitación es la nieve en lugar de la lluvia. La Antártida es el mayor desierto frío del mundo (compuesto en un 98% por una gruesa capa de hielo continental y en un 2% por roca estéril). Parte de la roca estéril se encuentra en los llamados Valles secos de McMurdo, que casi nunca tienen nieve, y que pueden tener lagos salinos incrustados de hielo que sugieren una evaporación mucho mayor que las raras nevadas debido a los fuertes vientos catabáticos, que incluso evaporan el hielo.
| Número | Nombre                                    | Área (km²) | Área (sqmi) |
| ------ | ----------------------------------------- | ---------- | ----------- |
| 1      | Desierto antártico (Antártica)            | 14 200 000 | 5 500 000   |
| 2      | Desierto ártico (Ártico)                  | 13 900 000 | 5 400 000   |
| 3      | Desierto del Sáhara (África)              | 9 100 000  | 3 500 000   |
| 4      | Desierto de Arabia (Medio oriente)        | 2 600 000  | 1 000       |
| 5      | Desierto del Gobi (Asia)                  | 1 300 000  | 500 000     |
| 6      | Patagonia extraandina (Sudamérica)        | 670 000    | 260 000     |
| 7      | Gran Desierto de Victoria (Australia)     | 647 000    | 250 000     |
| 8      | Desierto Kalahari (África)                | 570 000    | 220 000     |
| 9      | Desierto de la Gran Cuenca (Norteamérica) | 490 000    | 190 000     |
| 10     | Desierto sirio (Medio Oriente)            | 490 000    | 190 000     |

## Climas desérticos
Los desiertos están distribuidos entre distintas zonas: 
- Zonas semiáridas o esteparias: Estas tienen una media de precipitaciones de 250 a 500 mm anuales. Suelen estar situadas en los bordes de los desiertos y abarcan alrededor del 15 % de la superficie terrestre del planeta.
- Zonas áridas: Con precipitaciones anuales de 25 a 250 mm, abarcando el 16 % de la superficie terrestre.
- Zonas hiperáridas: Son tan secas que a veces no llueve durante años. Estas abarcan el 4 % de la superficie terrestre (especialmente en el desierto de Atacama y desierto antártico). Su oscilación térmica diaria puede llegar a superar los 20 grados Celsius.

### Flora y fauna
La flora del clima desértico es escasa, baja y dispersa. Deja extensas superficies sin cubrir, que están ocupadas por arena, piedras o rocas.
Las estepas son hierbas bajas y arbustos aislados en los desiertos, plantas espinosas, como los cactus y matorrales. Solamente en los oasis la presencia de agua permite una vegetación abundante, entre la que destacan las palmeras, y algunos arbustos.
La fauna de los desiertos es escasa y poco variada, como las serpientes y lagartos; insectos, como escarabajos y hormigas del género Cataglyphis; arácnidos, como los escorpiones; aves carroñeras, buitres, y mamíferos, como ratones, zorros, dromedarios, chacales y camellos.

### Hidrografía
Las precipitaciones son muy escasas e irregulares, debido a la influencia permanente de anticiclones tropicales. En los bordes semiáridos del desierto, hay entre 150 y 750 mm anuales, y los meses áridos son más de siete. En los desiertos, las precipitaciones anuales no alcanzan los 150 mm, y todos los meses son secos. La lluvia suele caer en forma de violentos aguaceros y las aguas que aportan desaparecen pronto por evaporación o por infiltración en el subsuelo.
Los ríos de los desiertos (uadis) solo llevan agua después de las precipitaciones; el resto del tiempo sus cauces permanecen secos. Solo en raras ocasiones desembocan en el mar, ya que sus escasas aguas se evaporan o quedan estancadas en depresiones cerradas.

## Parajes desérticos en otros planetas

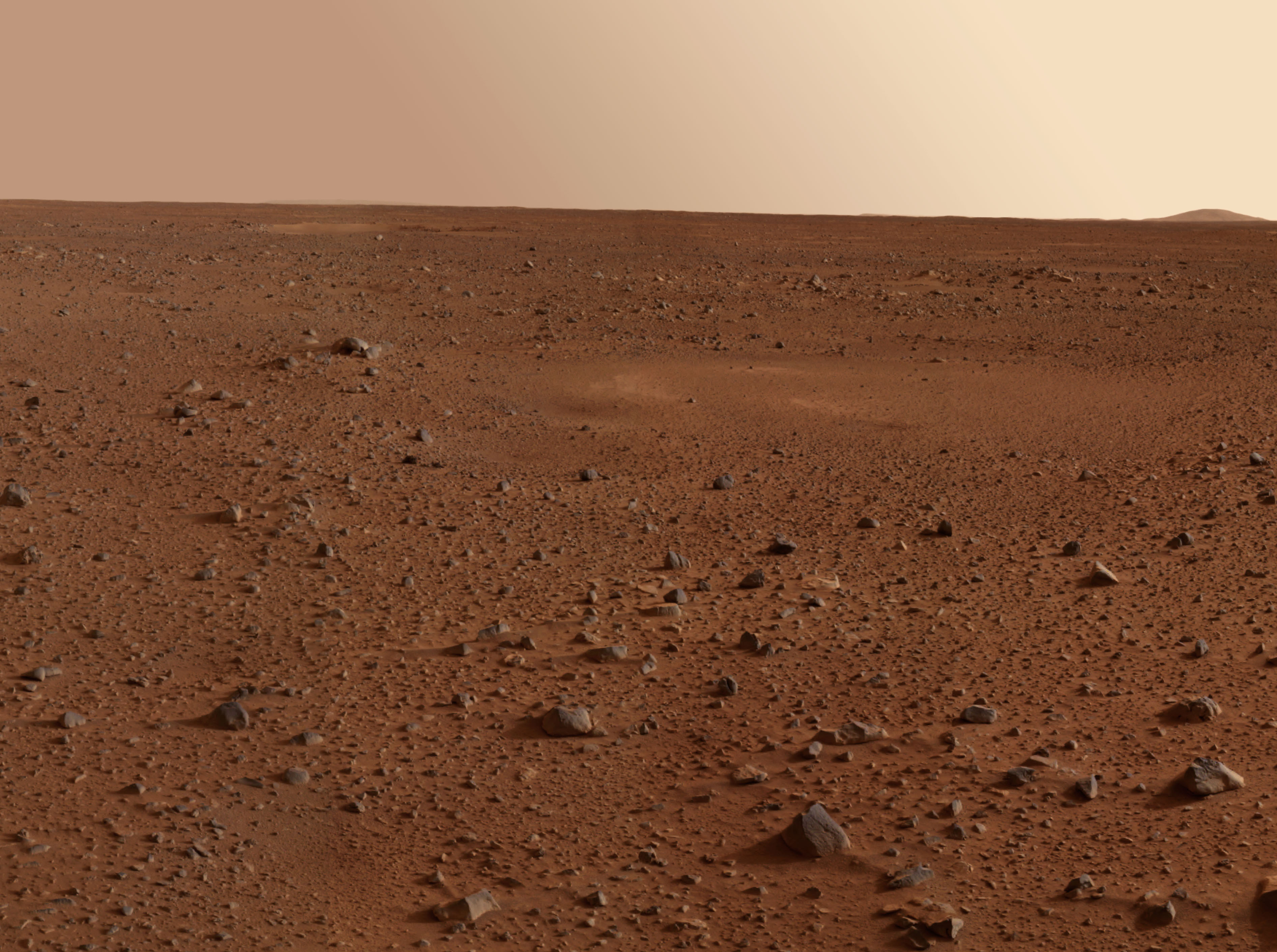
Aspecto del desierto marciano visto por la sonda Spirit en 2004

Marte es el único de los planetas del Sistema Solar en el cual se han identificado fenómenos eólicos. A pesar de su presión atmosférica superficial (solo 1/100 de la terrestre), los patrones de circulación atmosférica en Marte han formado un mar de arena circumpolar con más de 5 millones de km², mucho mayor que los desiertos terrestres.
Los desiertos marcianos consisten principalmente de dunas en forma de media-luna en áreas planas próximas a la capa permanente de hielo del polo norte del planeta. Los campos de dunas menores ocupan el fondo de muchos cráteres en las regiones polares marcianas.
La abrasión eólica se produce por el choque de las partículas que lleva en suspensión el viento sobre las rocas.